# クラリネット協奏曲 (コープランド)
アーロン・コープランドのクラリネット協奏曲は、1947年から1949年にかけて作曲された。クラリネット、ピアノとハープを含む弦楽合奏のための協奏曲である。
ジャズ・クラリネット奏者であるベニー・グッドマンの依頼で作曲され、1950年11月6日にグッドマン独奏、フリッツ・ライナー指揮のNBC交響楽団によって放送初演された。演奏会初演は同月24日、ラルフ・マックレン独奏、ユージン・オーマンディ指揮のフィラデルフィア管弦楽団によって行われた。出版は1952年にブージー・アンド・ホークス社から行われている。コープランドが前衛的な技法へと移行する直前に書かれた作品であり、ジャズの書法とコープランド自身の作曲スタイルとを巧みに融合させた作品と言える。
初演翌年の1951年、ジェローム・ロビンズの振り付けにより、この協奏曲を用いたバレエ『まだら服の笛吹き』（The Pied Piper ）が上演された。
なお、他にも同時代の多くの作曲家がグッドマンのために作品を書いている。クラリネット協奏曲では他にヒンデミットやミヨーの協奏曲、室内楽曲ではバルトークの『コントラスツ』、プーランクのクラリネットソナタなどがある。

## 楽器編成
独奏クラリネット（B♭管）、ピアノ、ハープ、弦五部

## 楽曲構成
カデンツァをはさんで切れ目なく続く2つの楽章からなる。演奏時間は約17分。
前半は幅の広い静謐な音楽であり、カデンツァからジャズのイディオムが本格的に導入され、後半はテンポの変更を繰り返しながら軽快に進む。
1. ゆっくりと表情豊かに（Slowly and expressively） - カデンツァ、自由に（freely） -
2. 速めに（Rather fast）

なお、初稿の作曲後にグッドマンからの提案を受けて、カデンツァと終結部におけるクラリネット独奏のパッセージが簡略化されている。2000年に、チャールズ・ナイディックが初稿を復元した版での世界初録音を行った。